# Autophila taurica
Autophila taurica là một loài bướm đêm trong họ Erebidae.